# Mordovia Cup
Il Mordovia Cup è stato un torneo professionistico di tennis giocato sulla terra rossa, che faceva parte dell'ATP Challenger Tour. Si giocava annualmente a Saransk in Russia dal 2003 al 2010.

## Albo d'oro

### Singolare
| Anno | Campione               | Finalista                   | Punteggio        |
| ---- | ---------------------- | --------------------------- | ---------------- |
| 2010 | Ivan Serheev           | Marek Semjan                | 7–6(2), 6–1      |
| 2009 | Iñigo Cervantes-Huegun | Jonathan Dasnieres de Veigy | 7–5, 6–4         |
| 2008 | Michail Elgin          | Denis Istomin               | 7–6(6), 3–6, 6–3 |
| 2007 | Michail Kukuškin       | Ivan Serheev                | 6–3, 6–1         |
| 2006 | Igor Sijsling          | Farruch Dustov              | 7–6(8), 6–4      |
| 2005 | Igor' Kunicyn          | Boris Pašanski              | 7–5, 6–4         |
| 2004 | Ladislav Švarc         | Stefan Wauters              | 6–2, 6(4)–7, 6–0 |
| 2003 | Martin Štěpánek        | Michal Mertiňák             | 6–1, 6–1         |

### Doppio
| Anno | Campioni                               | Finalisti                                | Punteggio           |
| ---- | -------------------------------------- | ---------------------------------------- | ------------------- |
| 2010 | Ilya Belyaev Michail Elgin (2)         | Denys Molčanov Artem Smyrnov             | 3–6, 7–6(6), [11–9] |
| 2009 | Michail Elgin (1) Evgenij Kirillov (2) | Aleksej Kedrjuk Denis Matsukevich        | 6–1, 6–2            |
| 2008 | Denis Istomin Evgenij Kirillov (1)     | Alexander Krasnorutskiy Denis Macukevič  | 6–2, 7–6(9)         |
| 2007 | Antal van der Duim Boy Westerhof       | Aleksej Kedrjuk Uros Vico                | 2–6, 7–6(3), [11–9] |
| 2006 | Aleksej Kedrjuk Orest Tereščuk         | Robin Haase Dekel Valtzer                | 6–4, 5–7, [10–5]    |
| 2005 | Flavio Cipolla Simon Stadler           | Konstantin Kravčuk Aleksandr Kudrjavcev  | 7–6(2), 4–6, 7–6(3) |
| 2004 | Aleksej Kedrjuk Vadim Kucenko          | Kirill Ivanov-Smolensky Andrej Stoljarov | 6–1, 3–6, 6–4       |
| 2003 | Kornel Bardoczky Martin Štěpánek       | Łukasz Kubot Orest Tereščuk              | 7–6(3), 6–3         |